# حفناوي بعلي
حفناوي بعلي (من مواليد سنة 1957 بعنابة) أكاديمي وناقد وصحفي جزائري. يعمل أستاذا للتعليم العالي بكلية الآداب والعلوم الإنسانية في جامعة عنابة.

## مسيرته
حصل حفناوي على دكتوراه في الآداب والعلوم الإنسانية والدراسات المقارنة والثقافية، وهو أمين عام جمعية الأدب المقارن الجزائرية، وله العديد من الأعمال المنشورة في الأدب والنقد والشعر.
حصل على جائزة المدينة والإبداع النقدية عام 2002، وحصل على الجائزة الأولى الدولية في الدراسات النقدية والمسرحية.

## الجدل
حصل حفناوي على جائزة الشيخ زايد للكتاب 2010 في صنف الآداب، عن كتابه «مدخل في نظرية النقد الثقافي المقارن»، لكن تم سحب الجائزة منه عقب قرار لجنة الإشراف على الجائزة بعد تلقيها ملاحظات من القراء والمتابعين والتي تشير إلى مآخذ منهجية، وحسب بيان اللجنة أن الجائزة اتخذت -من خلال خبراء متخصصين- سلسلة من الإجراءات؛ للتحرّي في أمر الشواهد والاقتباسات، التي بنى عليها المؤلف كتابه، وعلى مدى اتباع الكتاب للأعراف العلمية السائدة، «وقد تبيّن بعد كل التحريات، أن كتاب مدخل في نظرية النقد الثقافي المقارن على الرغم من طرافة موضوعه وغزارة المادة النقدية التي تضمّنها؛ فقد ساده منهج في عرض مادة النقد الثقافي، تجاوزت حدود الاستشهاد والاقتباس، وتحوّلت في سياقات عديدة إلى الاستحواذ على جهد الآخرين مضموناً ونصاً، وهو الكاتب السعودي عبد الله الغذامي».
من جانبه نفى حفناوي في وقت سابق لسحب الجائزة اتهامه بالسرقة قائلاً إنها ادّعاءات مغرضة وكلام غير مسؤول، وذلك في حديث له مع نصر الدين حديد بصحيفة وقت الجزائرية، وتساءل بعلي كيف أن الكتاب مرّ على أعضاء اللجنة الاستشارية ومنهم مهتمون ومنظرون للنقد الثقافي مثل الدكتور عبد الله الغذامي، صاحب الكتاب الذي أضيفت منه تلك النصوص، والدكتور صلاح فضل، والدكتور عبد السلام المسدي، ولم يوجهوا اتهامات بالسرقة، بل على عكس ذلك أشاد الغذامي بتلك الإضافات. فكيف يسمح عبد الله السمطي لنفسه بتلفيق هذه التهم؟".

## أعماله[5]
- 2007: مدخل في نظرية النقد الثقافي المقارن
- 2008: الحداثة الشعرية وفاعلية الكتابة - دراسات في تجربة نادر هدى قواسمة الشعرية
- 2009: مدخل في نظرية النقد النسوي وما بعد النسوية
- 2014: تحولات الخطاب الروائي الجزائري؛ آفاق التجديد ومتاهات التجريب
- 2014: الطيب صالح والإبداع الكتابي؛ الرؤية الجمالية وأطياف ألوان الرواية
- 2015: بانوراما النقد النسوي في خطابات الناقدات المصريات
- 2015: جماليات الرواية النسوية الجزائرية؛ تأنيث الكتابة وتأثيث بهاء المتخيل
- 2016: تمثلات الممنوع والمقموع في الرواية العربية المعاصرة
- 2017: الرواية الجزائرية الجديدة؛ المنحى الملحمي والسرد الأسطوري فصوص النص الصوفي
- 2017: الرحلات الحجازية المغاربية المغاربة الأعلام في البلد الحرام
- 2017: تغريبة الأدب الكنعاني؛ ألف عام وعام على ضفاف المتوسط الإفريقي
- 2017: استقبال النظريات النقدية في الخطاب العربي المعاصر
- 2017: أثر النزعة الإليوتية في النقد والرواية العربية ت. س. إليوت
- 2017: طبقات الأدب النوميدي الإفريقي؛ خمسة آلاف عام من الثقافة
- 2017: الترجمة الثقافية المقارنة - جسور ومعابر التفاعل
- 2017: الترجمة النقدية التأويلية - ترجمة الكتب المقدسة
- 2018: موسوعة النقد النسوي في الثقافة العربية - النقد النسوي في خطابات - التونسيات، المغربيات، الليبيات؛ خطابات الحداثة وما بعد الحداثة
- 2019: معاهد التعليم التقليدية ودورها في الحياة الثقافية في الإصلاح والكفاح
- 2019: الخطاب الثقافي الجزائري؛ علامات في الثقافة والنقد المعاصر
- 2019: النهضة الفكرية في الجزائر؛ خطاب الثقافة، التنوير، التحرير
- 2019: مدارس التعليم الكبرى والنخبة الوطنية الثقافية في الجزائر
- 2019: آفاق الفكر التاريخي في الخطاب الجزائري المعاصر؛ مثقفون في التحقيق والتوثيق
- 2020: رحلة المقري الكبير نظم اللآلئ في سلوك الأمالي: رحلة المتبتل
- 2020: التواصل الثقافي المغاربي في الإصلاح والكفاح والوحدة والتحرير والتنوير
- 2020: الرحلات الحجازية رحلات المغرب الاقصى وبلاد شنقيط وغرب إفريقيا
- 2020: صحراء الجزائر الكبرى في الرحلات وظلال اللوحات رحلة السينما في فضاء الصحراء
- 2020 موسوعة النقد النسوي المعاصر - الحركة النقدية النسوية في الشام والجزيرة والخليج نحو خارطة نقدية نسوية مستقبلية
- 2020: أحمد البوني؛ الطبيب الأديب الموسوعة
- 2020: إضاءة الدجنة للحافظ أبي العباس أحمد بن محمد المقري
- 2020: الرحلات الحجازية من الجزائر في العصر الحديث والمعاصر - دراسة نقدية ثقافية تحليلية
- 2020: صورة القدس الشريف في رحلات ومرآة الغربيين
- 2020: الرحلات الحجازية رحلات المغرب الأدنى (تونس وليبيا وطرابلس)
- 2020: القول الأوسط في الرحلات الحجازية من المغرب الأوسط - دراسة حضارية توثيقية ثقافية
- 2020: الثورة الجزائرية الكبرى في مرآة المثقفين والمؤرخين الغربيين
- 2020: الثورة الجزائرية في المسرح العربي المعاصر- دراسة نقدية تحليلية